# Doamna Chiajna

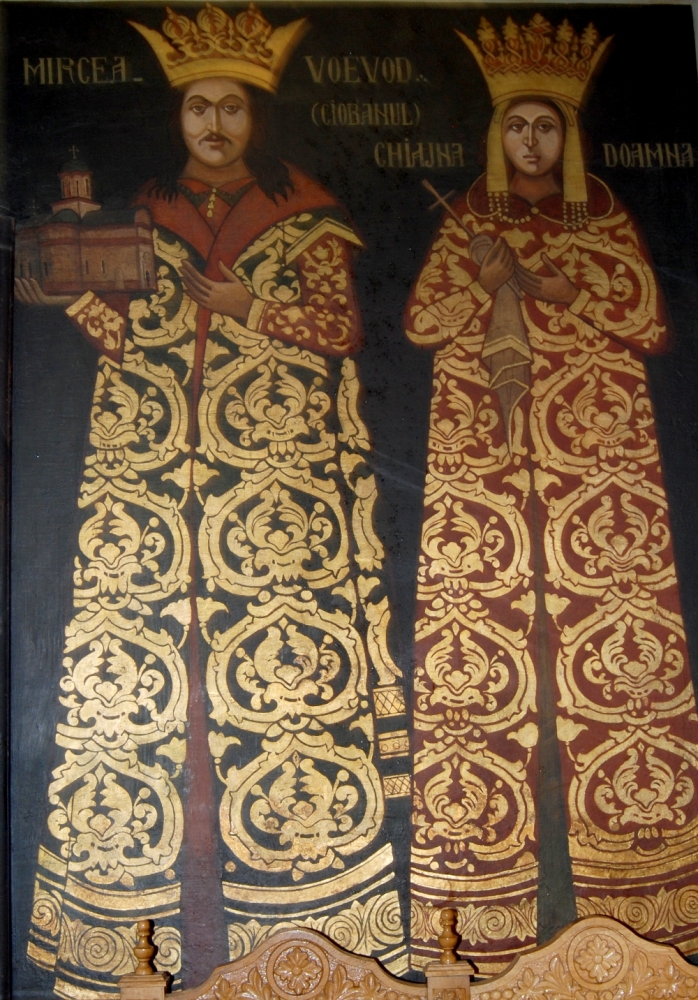
Mircea Ciobanul und Chiajna, Ikone in der Kirche "Sfantul Anton", Curtea Veche, Bukarest

Doamna Chiajna ([ˈdoamna ˈciaʒna]; * um 1525 in Königreich Polen; † 1588, vermutlich in Galata, Osmanisches Reich) war eine Fürstin der Walachei. Sie gilt als eine der einflussreichsten Herrscherinnen des 16. Jahrhunderts in der rumänischen Geschichte.

## Herkunft und Familie
Chiajna war eine Tochter des moldauischen Fürsten Petru IV. Rareș und Elena Ecaterina Rareș. Sie war eine Enkelin von Ștefan cel Mare. Ihr eigentlicher Taufname laut rumänischer Quelle war Anna, im slawischen Sprachgebrauch als „Despina“ bekannt. Sie hatte mehrere Halb- und Vollgeschwister, darunter Ștefan VI. Rareș, Ruxandra Lăpușneanu, Iancu Sasul und Iliaș II. Rareș. 1545 heiratete sie den walachischen Fürsten Mircea Ciobanul. Aus dieser Ehe gingen sieben Kinder hervor, darunter die Söhne Petru cel Tânăr, Mircea und Radu und die Töchter Anca, Alexandra, Marina und Dobra, später bekannt als Nazperver Sultan.

## Machtkämpfe und Regentschaft
Nach dem Tod ihres Ehemanns im September 1559 setzte sich Chiajna energisch für die Thronbesteigung ihres 13-jährigen Sohnes Petru cel Tânăr ein. Sie führte eigenhändig drei militärische Auseinandersetzungen gegen bojarische Rebellen in Românești, Șerbănești und Boianu und sicherte so den Machtanspruch ihres Sohnes. 
Chiajna suchte aktiv nach Heiratsallianzen zur Stärkung ihrer Position. 1563 vermählte sie ihren Sohn mit Elena, Tochter des Nicolae Cherepovici, mit Zustimmung der transsilvanischen Fürsten als Paten. Bei anderen Töchtern lancierte sie Verbindungen mit mächtigen osmanischen Kreisen. Eine Tochter wurde mit Sultan Murad III. verheiratet, eine weitere dem Harem angeboten. Chiajna war eine gebildete, mehrsprachige Herrscherin und sprach sowohl Türkisch als auch Arabisch – eine Fähigkeit, die sie zu einer geschätzten Verhandlungspartnerin beim osmanischen Sultan machte. 1552 gründete sie in Câmpulung eine der frühesten Schulen in den rumänischen Fürstentümern.

## Exil und Tod
Mit ihrer Heiratspolitik brachte Chiajna allerdings einflussreiche Kreise gegen sich auf. So verärgerte ein nicht gehaltenes Heiratsversprechen an Johannes Kantakouzinos, einem Bruder von Michail Kantakouzinos Şeytanoğlu. Inwiefern es letztlich das Gebaren seiner Mutter war, das Petru den Fürstentitel kostete oder die Absicht der Hohen Pforte, dessen Vermögen sich einzuverleiben, ist unklar. Jedenfalls beorderte der Sultan Petru 1568 nach Konstantinopel, wo er gefangen genommen wurde und wenige Monate später im anatolischen Exil in Konya starb. Damit verschlechterte sich Chiajnas Lage am Hof. Sie selbst wurde von den Osmanen nach Aleppo verschleppt. Berichten zufolge starb sie 1588 in Galata.

## Rezeption
Chiajna gilt als eine der einflussreichsten Frauen der rumänischen Geschichte des 16. Jahrhunderts. Ihr politisches Wirken, ihre Bildung und ihre strategische Kompetenz machten sie zu einer Ausnahmegestalt in einer von Männern dominierten politischen Welt. Chiajna wurde in der rumänischen Literatur und im Theater vielfach thematisiert, besonders durch Alexandru Odobescu in seiner historischen Novelle Doamna Chiajna (1860), in der sie teils als skrupellose, teils als faszinierende Figur dargestellt wird. Der Ort Chiajna (Gemeinde im Kreis Ilfov) ist nach ihr benannt.